# Тассони, Алессандро
Алесса́ндро Тассо́ни  (итал. Alessandro Tassoni; 28 сентября 1565 года, Модена — 26 апреля 1635 года, там же) — итальянский писатель.

## Биография
Получил образование в Модене, Ферраре и Болонье; член Академии делла Круска (1589); в 1597 г. перебрался в Рим, где поступил на службу к кардиналу Асканио Колонна. Выполнял дипломатические миссии в Испании; в 1613—1621 в дружеских отношениях с герцогом Савойским; в 1618 секретарь посольства Савойи в Риме; в 1626—1632 годах на службе у болонского кардинала Лудовизи.

## «Похищенное ведро»
Наиболее известное сочинение Тассони — ироикомическая поэма «Похищенное ведро» (La Secchia rapita) — было завершено в 1615 г., но из-за цензурных сложностей вышло в свет только в 1621 г. в Париже (при содействии Марино). В центре сюжета война, развернувшаяся вокруг деревянного ведра, стоявшего на городской стене Болоньи и захваченного моденцами. В историографии эти события получили название «война ведра» («война из-за дубового ведра»). Поэма основана на реальных, но произвольным образом трактованных и сконтаминированных событиях XIII—XIV веков, включая битву при Фоссальта. Ироническая трансформация героической эпопеи соединяется в «Похищенном ведре» с сатирическим изображением современников Тассони. Поэма оказала большое влияние на итальянскую литературу XVII века, а также на развитие бурлеска (П. Скаррон, А. Поуп, И. П. Котляревский и т. д.). На сюжет этой поэмы по либретто Джованни Боккерини композитор Антонио Сальери создал оперу «Похищенная бадья» (итал. La secchia rapita), премьера которой прошла в 1772 году в венском Бургтеатре.

## Другие произведения
А. Тассони является также автором иронических «Рассуждений о стихотворениях Петрарки» (1609), политических сочинений: «Филиппики» (1614) и «Ответ Соччино» (1617): трактата в духе «Опытов» Монтеня «Различные мысли» (1612—1620), незавершённой поэмы «Океан» (1622) и т. д. Кроме того, литературный интерес представляют многочисленные завещания Тассони (всего их девять; опубликованы в 1877 г.), а также его эпистолярий (опубликован в 1911).